# Butyrophénone
La butyrophénone est un composé organique aromatique de la classe des phénones.

## Butyrophénones
Certains de ses dérivés, appelés « butyrophénones », sont utilisés comme antipsychotiques pour traiter par exemple la schizophrénie. Certains sont parfois utilisés comme antiémétiques.
On compte notamment parmi eux :
- l'halopéridol, un des antipsychotiques classiques les plus utilisés ;
- le dropéridol, souvent utilisé pour des neuroleptanalgésies et des sédations en soins intensifs ;
- le benpéridol, un antipsychotique très puissant, 200 fois plus puissant que la chlorpromazine ;
- le triflupéridol ;
- la melpérone, un antipsychotique moins puissant utilisé en Europe surtout dans le traitement de l'insomnie, d'agitation psychomotrice, de délire, notamment en gériatrie ;
- la lenpérone ;
- la pipampérone ;
- la dompéridone, un antagoniste dopaminergique, dérivé d'une butyrophénone sans en être une ;
- l'antipsychotique atypique rispéridone, dérivé d'une butyrophénone sans en être une, a été développé à partir des structures du benpéridol et de la kétansérine.